# كرايغ مايلز
كرايغ مايلز (20 يوليو 1994 في المملكة المتحدة - ) (بالإنجليزية: Craig Miles)‏ هو لاعب كريكت بريطاني. لعب مع نادي مقاطعة غلوستر للكريكت ‏.

## وصلات خارجية
- كرايغ مايلز على موقع إي آس بي آن كريك إنفو (الإنجليزية)